# 荷兰国家五人制足球队
荷兰国家室内足球队为荷兰在室内足球项目的国家代表队，由荷兰皇家足球协会管理。

## 註譯
1. ↑  Futsal World Ranking